# Monksilver
Monksilver är en ort och civil parish i Storbritannien.   Den ligger i grevskapet Somerset och riksdelen England, i den södra delen av landet, 230 km väster om huvudstaden London. Monksilver ligger 91 meter över havet och antalet invånare är 113.
Terrängen runt Monksilver är kuperad österut, men västerut är den platt. Runt Monksilver är det ganska tätbefolkat, med 230 invånare per kvadratkilometer. Närmaste större samhälle är Minehead, 13,7 km nordväst om Monksilver. Trakten runt Monksilver består i huvudsak av gräsmarker.